# Socialismo del XXI secolo

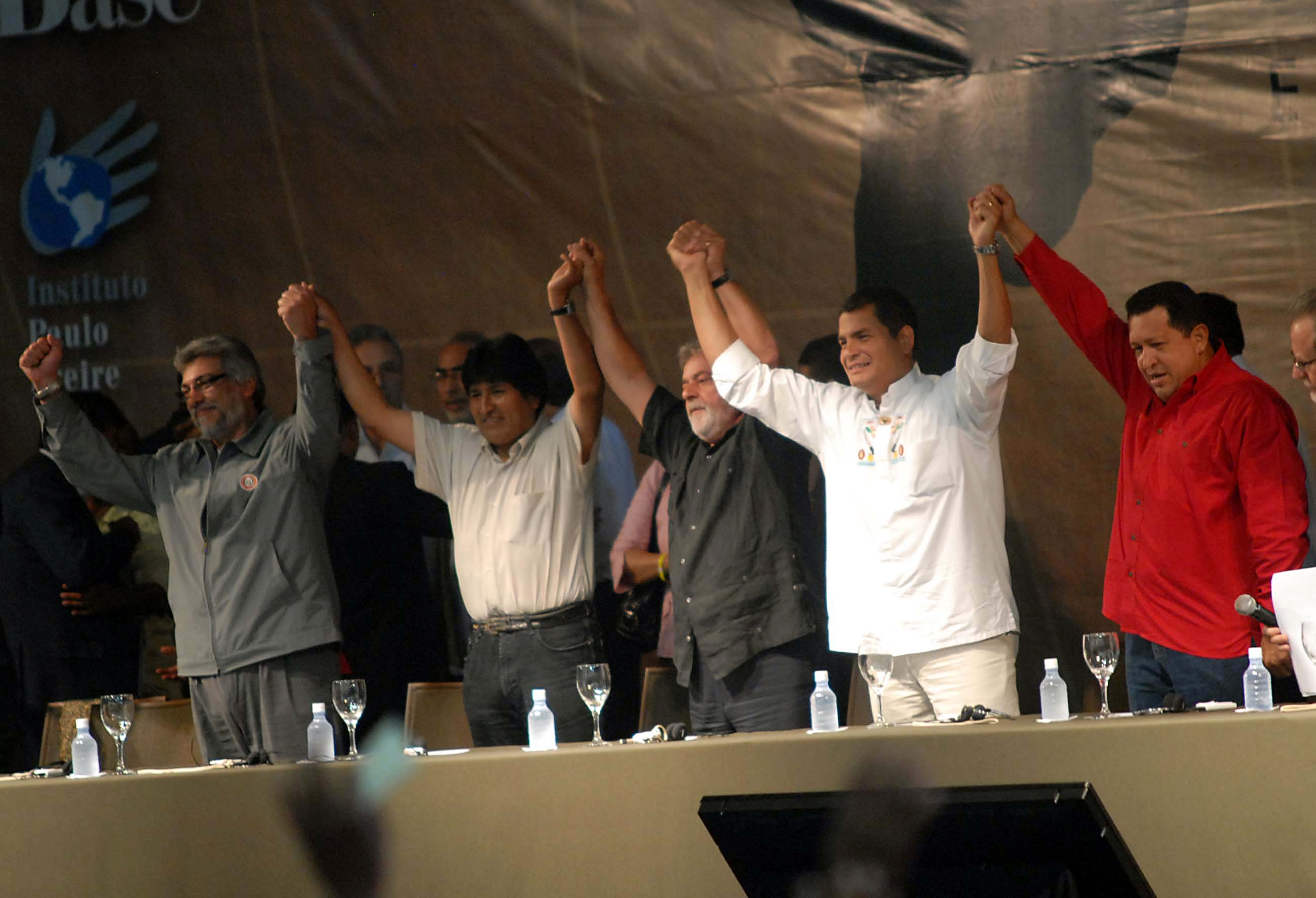
Da sinistra a destra diversi presidenti: Fernando Lugo (Paraguay), Evo Morales (Bolivia), Lula (Brasile), Rafael Correa (Ecuador), Hugo Chávez (Venezuela), durante l'VIII edizione del Forum sociale mondiale

Il socialismo del XXI secolo è un termine politico ideato dal sociologo e politologo tedesco Heinz Dieterich nel 1996, indicante una riformulazione generale del socialismo in vista dell'alba del nuovo millennio, ripreso e reso celebre da Hugo Chávez in un suo discorso al Forum sociale mondiale del 2005 per identificare la linea politica da lui adottata assieme al suo partito, a seguito del quale finì per essere associato al neologismo politico di chavismo, indicante invece la personale ideologia politica dell-ex Presidente venezuelano e dei suoi seguaci, detto anche "socialismo democratico stile Chavez" (Chavez style in inglese). Nonostante ciò, alcuni analisti, tra cui Tomás Straka, hanno segnalato la presenza di divergenze sostanziali tra la concezione originale di Dieterich e la proposta chavista, oltre che con le altre interpretazioni delle diverse forze politiche sudamericane.

## Descrizione
I capisaldi dell'ideologia del socialismo del XXI secolo, che può anche non essere inteso solo nel senso di chavismo o bolivarismo (in riferimento all'esperienza venezuelana o latinoamericana in genere), raggruppano, al pari del socialismo fino al 2000 (socialismo del XX secolo), le ideologie mature di ispirazione marxista, spesso revisioniste e anti-staliniste, oltreché anti-imperialistiche, particolarmente sviluppatesi in America Latina, e che intendono realizzare un'esperienza socialista in senso democratico; ma il concetto si richiama molto all'uso della democrazia diretta o partecipativa, per non ripetere gli errori degli stati del socialismo reale dell'Europa dell'Est, dell'Asia e dell'America Latina.
Molti di questi paesi, furono fin dall'origine o si trasformarono presto in regimi fortemente burocratici, autoritari e centralisti, nei quali erano negate le forme, conosciute all'Occidente americano ed europeo, di partecipazione politica, i diritti di libertà ed i diritti sociali della cittadinanza, fino a sconfinare nel totalitarismo. In Unione Sovietica ciò avvenne quando Stalin esautorò la democrazia dei soviet, avocando a sé e al politburo tutto il potere decisionale, attuando repressione, censura, militarismo e fortissimo culto della personalità. Gli stati socialisti in stile sovietico furono difatti definiti dai critici, come i trotskisti, i socialisti libertari e democratici, come stati proletari deformati, in cui la temporanea dittatura del proletariato post-rivoluzionaria si trasformò subito in "governo del partito unico" (specie dove mancava la classe operaia già formata, in grado di partecipare attivamente al fianco dei politici di professione) e in capitalismo di Stato; questo, unito al concetto di "socialismo in un solo paese" e al nazionalismo, ha causato la fine del processo di liberazione del popolo e l'instaurazione di politiche stataliste, del quale i piani quinquennali dell'URSS, la Corea del Nord e la Repubblica Popolare Cinese sono il maggior esempio.
Il socialismo del XXI secolo è invece un socialismo democratico, che rifugge la violenza rivoluzionaria, tranne quando si renda assolutamente necessaria (come per difendersi da un golpe reazionario), e propugna la libertà di parola, di stampa e di movimento dei cittadini, nonché il rispetto dei diritti umani, come antidoto alla degenerazione osservata nel socialismo reale. Forte è anche l'attenzione all'ambiente e all'ecologia, con forme di ecosocialismo, antiglobalizzazione e indigenismo.
Le figure e i movimenti storici di riferimento sono, tra quelli dei tempi più recenti, Salvador Allende, Che Guevara e Fidel Castro.
Oltre ad Hugo Chávez, fanno parte di questa ideologia il suo successore, Nicolás Maduro, e altri leader come l'ecuadoriano Rafael Correa, il boliviano Evo Morales e molti appartenenti al Partito Comunista del Cile.

## Norme basilari
Dieterich suggerisce l'istituzione di 4 "norme basilari" all'interno della nuova realtà di civilizzazione post-capitalista, ovvero:
1. Equivalenza economica, che dovrebbe essere basata sulla teoria marxiana del valore ed è democraticamente determinata da coloro che creano direttamente il valore, anziché dai principi dell'economia di mercato;
2. Democrazia della maggioranza, che fa uso dei plebisciti per decidere riguardo alle questioni importanti che interessano l'intera società;
3. Democrazia di base diretta, basata su istituzioni democratiche come legittime rappresentanti dei comuni interessi della maggioranza dei cittadini, con un'appropriata tutela dei diritti delle minoranze;
4. I cittadini sono critici, responsabili, razionali e autodeterminati.

Secondo Dieterich, la società esistente dovrebbe venire rimpiazzata da un "sistema qualitativamente diverso". Il programma del socialismo del XXI secolo è necessariamente rivoluzionario. Questa rivoluzione, tuttavia, dovrebbe essere un processo graduale, che non richiede l'uso della violenza ed è sensibile al fatto che le istituzioni che abbiamo oggi sono il risultato di centinaia di anni di tentativi ed errori. Per questo, non possono essere cambiate dall'oggi al domani, come le esperienze del socialismo reale ci hanno mostrato. Secondo Dieterich, gli esseri umani non sono topi da laboratorio: ogni rivoluzione di larga scala sociale che vuole avere successo, deve essere il risultato di una bene informata persuasione riguardo ai benefici di un progetto, piuttosto che un'imposizione attraverso la violenza di stato e la repressione. Questa rivoluzione attraverso la democrazia partecipativa assicurerà il potere, l'istruzione, le conoscenze scientifiche sulla società e la cooperazione internazionale.

## Critiche
I critici accusano il socialismo del XXI secolo di essere una democrazia illiberale e demagogica, accusando spesso i leader di questa corrente di caudillismo (come accadde per il peronismo), ovvero di attuare un regime populista guidato da un "capo carismatico" (molti paesi latinoamericani sono repubbliche presidenziali, con ampi poteri conferiti al Presidente, direttamente eletto dal popolo). Nel mirino sono finiti anche gli atteggiamenti di Chávez e sul suo motto "Socialismo, Patria o morte", giudicato troppo estremista, e il monopolio statale sui mass media, volto all'egemonia culturale dell'ideologia di governo.
In Venezuela esiste però, come forma di contrappeso istituzionale, lo strumento del referendum revocatorio, con cui il popolo può destituire il Capo dello Stato votando "sì" alla proposta del quesito referendario (negli altri paesi del mondo, invece, solo il Parlamento o il Governo possono destituire un Capo di Stato, a certe condizioni). Gli oppositori hanno talvolta però denunciato brogli, benché anche l'ex Presidente statunitense Jimmy Carter abbia definito regolari ed esemplari le elezioni in Venezuela.

## Adesioni nel mondo
In alcuni paesi dell'America Latina, governi distinti hanno assunto nel tempo le loro personali interpretazioni del socialismo del XXI secolo. Ciononostante, lo stesso Heinz Dieterich criticò i presidenti di questi paesi proprio per quanto riguarda queste interpretazioni: egli affermò che la speranza di vedere nuovi modelli di produzione all'avanguardia da parte di Chávez, Fidel, Evo e Correa erano svaniti, e che nessuno di questi ha compiuto uno sforzo serio per una seria alternativa anticapitalista del XXI secolo.

### In Italia
In Italia il socialismo del XXI secolo era una delle ideologie a cui si richiamava esplicitamente la Federazione della Sinistra ed è tuttora, accanto al comunismo, l'ideologia principale del Partito della Rifondazione Comunista. Inoltre il Partito Comunista Italiano, omonimo del precedente rifondato nel 2016, effettua una politica per gran parte ispirata al socialismo del XXI secolo.
Nel 2017 è nato Potere al Popolo!, partito in cui vi sono correnti che richiamano al socialismo del XXI secolo.